# Cissus różnobarwny
Cissus różnobarwny (Cissus discolor Blume) – gatunek rośliny z rodziny winoroślowatych (Vitaceae), z rodzaju Cissus. W naturze występuje wyłącznie na Jawie w Indonezji. W Polsce jest uprawiany (obok kilku innych gatunków z rodzaju Cissus) jako roślina doniczkowa.

## Charakterystyka
Cissus różnobarwny ma czerwone, pnące się lub wijące pędy i sercowate, podłużne liście ułożone naprzemianlegle. Charakteryzuje się specyficznym i bardzo dekoracyjnym ubarwieniem liści, wyróżniającym go od innych gatunków cissusów. Z wierzchu blaszka liściowa jest ciemnozielona ze srebrnymi paskami i purpurowymi żyłkami, spody liści są natomiast całe czerwone. Kwiaty są drobne, żółtawe i wyrastają z kącików liści.

## Uprawa
Jest nieco bardziej wymagający od pozostałych uprawianych w Polsce cissusów. Potrzebuje więcej światła, ale bez bezpośredniego słońca. Należy utrzymywać stałą wilgotność podłoża i wilgotne powietrze. Temperatura najlepiej nie za wysoka, w granicach 15-20 °C, ale źle znosi chłody i przeciągi. Nawozić umiarkowanie w okresie wegetacyjnym. Rozmnaża się łatwo przez sadzonki wierzchołkowe z dorosłych pędów. Podatny na niektóre szkodniki: przędziorki, roztocze, wciornastki.

## Systematyka
Istnieją rozbieżności dotyczące oficjalnej nazwy naukowej: niektóre źródła (np. GRIN) za prawidłową uznaje nazwę Cissus discolor (Blume, 1823), inne, jak np. The Plant List Cissus javana (DC., 1824).